# Алейников, Глеб Олегович
Глеб Олегович Алейников (род. 12 марта 1966 года, Грозный) — российский кинорежиссёр, сценарист, продюсер и медиаменеджер. Член Академии российского телевидения, один из основателей движения «Параллельное кино» наряду с Игорем Алейниковым и Борисом Юханановым.

## Биография
Родился 12 марта 1966 года в Грозном. В 1980 году семья переехала в Москву.
В 1988 году окончил факультет гражданского строительства Московского инженерно-строительного института.
В 1980-е годы вместе со своим братом, Игорем Алейниковым, участвовал в жизни художественного «подполья» и стал одним из основателей движения «Параллельное кино».
С 1986 года совместно с братом снимал на 16-миллиметровую киноплёнку экспериментальные андерграундные фильмы. Среди наиболее известных работ этого периода — «Трактора», «Я холоден, ну и что?», «Жестокая болезнь мужчин», «Постполитическое кино», «Страшная тайна Чергида» и др.
В 1989–1992 годах братья Алейниковы работали в системе официального кинопроизводства, сняв на киностудии «Мосфильм» фильмы «Здесь кто-то был» и «Трактористы 2».
В 1995 году вместе с Борисом Юханановым Глеб Алейников организовал и возглавил клуб независимого кино «Сине Фантом».
С 2002 года — директор департамента маркетинга телеканала СТС.
В 2004 году стал заместителем генерального директора СТС по производству.
В 2008—2010 годах работал директором дирекции маркетинга и развития телеканала «Россия».
В 2010—2012 годах был генеральным продюсером телеканала Муз-ТВ.
В 2024 году после длительного перерыва вернулся в режиссуру, сняв пропагандистский телесериал  «Переведи её через Майдан».

## Фильмография

### Режиссёр
- 1986 — Стрелка. КВ-2 (совм. с И. Алейниковым)
- 1986 — М. Е. (совм. с И. Алейниковым)
- 1987 — Жестокая болезнь мужчин (совм. с И. Алейниковым)
- 1987 — Революционный этюд (совм. с И. Алейниковым, Г. Острецовым, Е. Кондратьевым)
- 1987 — Я холоден, ну и что? (совм. с И. Алейниковым)
- 1987 — Трактора (совм. с И. Алейниковым)
- 1988 — Борис и Глеб (совм. с И. Алейниковым)
- 1988 — Конец фильма (совм. с И. Алейниковым)
- 1988 — Машинистка (совм. с И. Алейниковым)
- 1988 — Постполитическое кино (совм. с И. Алейниковым)
- 1988 — Сервировка — рокировка (совм. с И. Алейниковым)
- 1988 — Страшная тайна «Чергида» (совм. с И. Алейниковым)
- 1989 — Здесь кто-то был (совм. с И. Алейниковым)
- 1990 — Аквариумные рыбы этого мира (совм. с И. Алейниковым)
- 1990 — Ожидание де Била (совм. с И. Алейниковым)
- 1992 — Трактористы 2 (совм. с И. Алейниковым)
- 1994 — История любви Николая Березкина (совм. с И. Алейниковым)
- 1997 — Америга (совм. с И. Алейниковым)
- 1998 — Дзенбоксинг (совм. с Александром Дулерайном)
- 2024 — Переведи её через Майдан[7]

### Продюсер
- 2011 — Бирмингемский орнамент
- 2012 — Бирмингемский орнамент-2
- 2012 — За Маркса...
- 2012 — Мечта олигарха
- 2014 — Возвращение де Била
- 2015 — Эликсир

### Актёр
- 1987 — Я холоден, ну и что?
- 1992 — Трактористы 2
- 1998 — Дзенбоксинг
- 2002 — Иван-дурак
- 2004 — Богиня: как я полюбила
- 2004 — Я Люблю Тебя
- 2012 — Мечта олигарха
- 2015 — Эликсир
- 2024 — Зазеркальная Одиссея Оберманекен
- 2025 — Сингулярное Закулисье Оберманекен

## Семья
Первая жена — Оля Лялина (род. 1971), медиа-художница. В браке родилась дочь.
Вторая жена — Ленка Кабанкова (1979 – 21 марта 2025), кинорежиссёр, художник, продюсер. Двое детей.